# Bates Peak
Der Bates Peak ist ein 600 m hoher Berg auf der westantarktischen Rothschild-Insel. Er ragt westlich des Gebirgskamms Fournier Ridge in den Desko Mountains auf.
Das Advisory Committee on Antarctic Names  benannte ihn nach Commander Lawrence O. Bates von der United States Coast Guard, leitender Offizier auf der USCGC Edisto während der Operation Deep Freeze im Jahr 1969.